# 普顿堆
普顿堆（？—？）藏族，西康边坝（今属西藏自治区昌都市）人，曾任边坝宗本秘书。

## 生平
1951年，驻边坝的中国人民解放军第十八军对边坝上层人物开展统战工作。第十八军侦察科副科长高启祥等人与边坝宗本玛雅、宗政府秘书普顿堆交往，宣传中国共产党的民族宗教政策及中央关于和平解放西藏的方针，并通过他们了解当地社会情况。后来，侦察科和他们关系很融洽，通过他们，第十八军在边坝购买到草料、少量青稞、糌粑、酥油等物资。
1958年冬，恩珠仓·贡布扎西率“四水六岗卫教志愿军”一部撤至边坝地区，在恩达、丁青、嘉黎、扎木之间以边坝为中心的地区建立根据地。1959年藏区骚乱爆发后，1959年秋冬，以边坝为中心的地区已有一万余人的武装，占西藏暴动武装数量的43%，其中骨干有5000多人，各种枪支6000多支。1959年9月以后，美国中央情报局在该地区空降藏籍美国特务扎西仁登等17人，还空投了高射机枪、无后座力炮、30式步枪、手榴弹等武器弹药及电台等物资8个架次。1959年10月，该区域的武装人员在边坝组成了“四水六岗卫教志愿军总部”及最高指挥机构“团结会”。比如寺活佛夏仲、边坝寺活佛阿旺洛桑、强巴林寺第二大活佛谢瓦拉等人为首领，德格小土司乌嘎、江达头人齐美公布、丁青头人呷日本·才旺多吉、松宗头人蔡刀、边坝宗本秘书普顿堆等十多人为各路军队的司令。
1960年初，边坝地区被中国人民解放军西藏军区划为“一号地区”，由丁指直接指挥约1.8万人的兵力进行围歼。参战的中国人民解放军部队于2月25日前进到战区边沿集结，形成合围态势，2月29日开始战役，3月22日起开始全面搜剿，经过连续25天搜剿，毙伤及俘获包括大部分空降特务及骨干在内的一万多名“叛乱分子”，俘获了夏仲、乌嘎、康多嘎多、普顿堆、齐美公布、呷日本·才旺多吉，缴获大批武器弹药，将该地区武装消灭。1960年3月26日， 中央军委通报嘉奖参加一号地区平叛的中国人民解放军部队。